# Clohars-Fouesnant
 Clohars-Fouesnant  (en bretón Kloar-Fouenant) es una población y comuna francesa, situada en la región de Bretaña, departamento de Finisterre, en el distrito de Quimper y cantón de Fouesnant.

## Demografía
| 605 | 586 | 801 | 1073 | 1279 | 1417 |
| Para los censos de 1962 a 1999 la población legal corresponde a la población sin duplicidades (Fuente: INSEE [Consultar]) |     |     |      |      |      |